# Alice Glass
Alice Glass (nascuda Margaret Osborn el 23 d'agost del 1988 a Toronto, Ontario, Canadà) és una cantant canadenca coneguda per la seva col·laboració com a vocalista amb el grup de música electrònica Crystal Castles fins a l'octubre del 2014. Des de llavors, Glass està treballant com a solista.
Alice Glass va començar en el món de la música fent-se anomenar Vicki Vale en un grup canadenc de punk conegut pel nom de Fetus Fatale. Alice, per aquell temps i després d'abandonar els estudis, estava vivint amb uns okupes de forma il·legal. No obstant això, però, Alice va conèixer Ethan Kath, un músic canadenc, en una estació de tren. A partir d'aquell moment van romandre bons amics. Ethan Kath va quedar sorprès per la força vocal d'Alice Glass i van decidir formar Crystal Castles.
A l'octubre del 2014, Glass va deixar el grup Crystal Castles per motius personals i professionals. L'agost del 2017, just un any més tard que Crystal Castles publiqués el seu àlbum Amnesty I amb una nova vocalista, Glass anuncià la publicació del seu àlbum debut en solitari. L'àlbum és un EP de sis cançons titulat Alice Glass i gravat en Loma Vista Records. Una setmana abans d'això, però, el seu single Without Love va ser publicat. Glass també anuncià que estaria de gira amb Marilyn Manson.
Al 27 d'octubre del 2017, Alice Glass va declarar sobre l'abús físic, emocional, psicològic i sexual que va sofrir a mans del seu excompany de banda Ethan Kath, i en febrer de 2018 es va jutjar i desestimar la demanda de Kath.

## Discografia
- Discografia amb Crystal Castles.

### En solitari
- Without Love (single, 10 d'agost del 2017 - Loma Vista Records).
- Alice Glass (EP, 19 d'agost de 2017 - Loma Vista Records).